# Синара-6254
Синара-6254 — российский низкопольный троллейбус большой вместимости для внутригородских пассажирских перевозок. Первая опытная машина этой модели появилась в 2022 году; серийно выпускается с 2023 года.
Модель используется в ряде городов России. Большинство машин было поставлено в Челябинск (65,25% от числа всех экземпляров).

## История
Модель этого троллейбуса была впервые представлена в 2022 году на международной выставке автобусной техники «BW Expo» в Москве. Проект модели разработан компанией «Синара — Транспортные машины» (СТМ), входящей в машиностроительный холдинг «Группа Синара». Выпуск первой мелкосерийной партии проходил на предприятии ООО «СТМ-Энергорешение» в Санкт-Петербурге; серийное производство троллейбусов было развёрнуто в Челябинске на ЧТПЗ.

## Описание
Троллейбус модели Синара-6254 — двухосный низкопольный городской троллейбус большой вместимости; комплектуется асинхронным тяговым двигателем ДТА-3У1 российского производства (мощностью 170 киловатт). Машина оборудована возможностью удлинённого автономного хода до 80 километров и современной пневмоподвеской, которая обеспечивает не только мягкость хода, но и позволяет наклонить троллейбус на остановке для комфортной посадки инвалидов и пассажиров с детскими колясками. Тормоза двухконтурные пневматические, дополнены функциями ASR и ABS. Кузов покрывается специальным антикоррозийным химическим составом. Кузов имеет ресурс работы не менее тридцати лет.
Троллейбус оборудован пневматической системой штангоулавливания, обеспечивающей дистанционный съём штанг с проводов контактной сети, в дальнейшем токоприёмники фиксируются вдоль оси троллейбуса.
В целях повышения комфорта пассажиров салон троллейбуса оснащён климатической системой регулирования температуры воздуха и анатомическими сиденьями с антивандальным покрытием. Для зарядки мобильных устройств предусмотрены USB-порты. Для обеспечения доступности пассажирам с ограниченными возможностями машина оборудована аппарелью. В салоне размещено 37 мест для сидения, полная вместимость троллейбуса составляет 90 человек. По желанию заказчика троллейбус оснащается информационными системами. Ширина дверных проёмов составляет 1400 мм.
Приборная панель троллейбуса выполнена в виде полукруга, что предоставляет водителю быстрый доступ ко всем необходимым органам управления. Посередине приборной панели установлен экран, на котором отображаются текущее состояние элементов троллейбуса, спидометр и манометры. Слева и справа располагаются кнопки управления органами транспортного средства.

## Модификации
- Синара-6254.00 — базовая модель троллейбуса. Имеет увеличенный автономный ход, который, по желанию заказчика, может варьироваться от 20 до 80 километров.
- Синара-6254.01 — модель троллейбуса, которая имеет только аварийный автономный ход. Более бюджетная версия.

## Эксплуатация

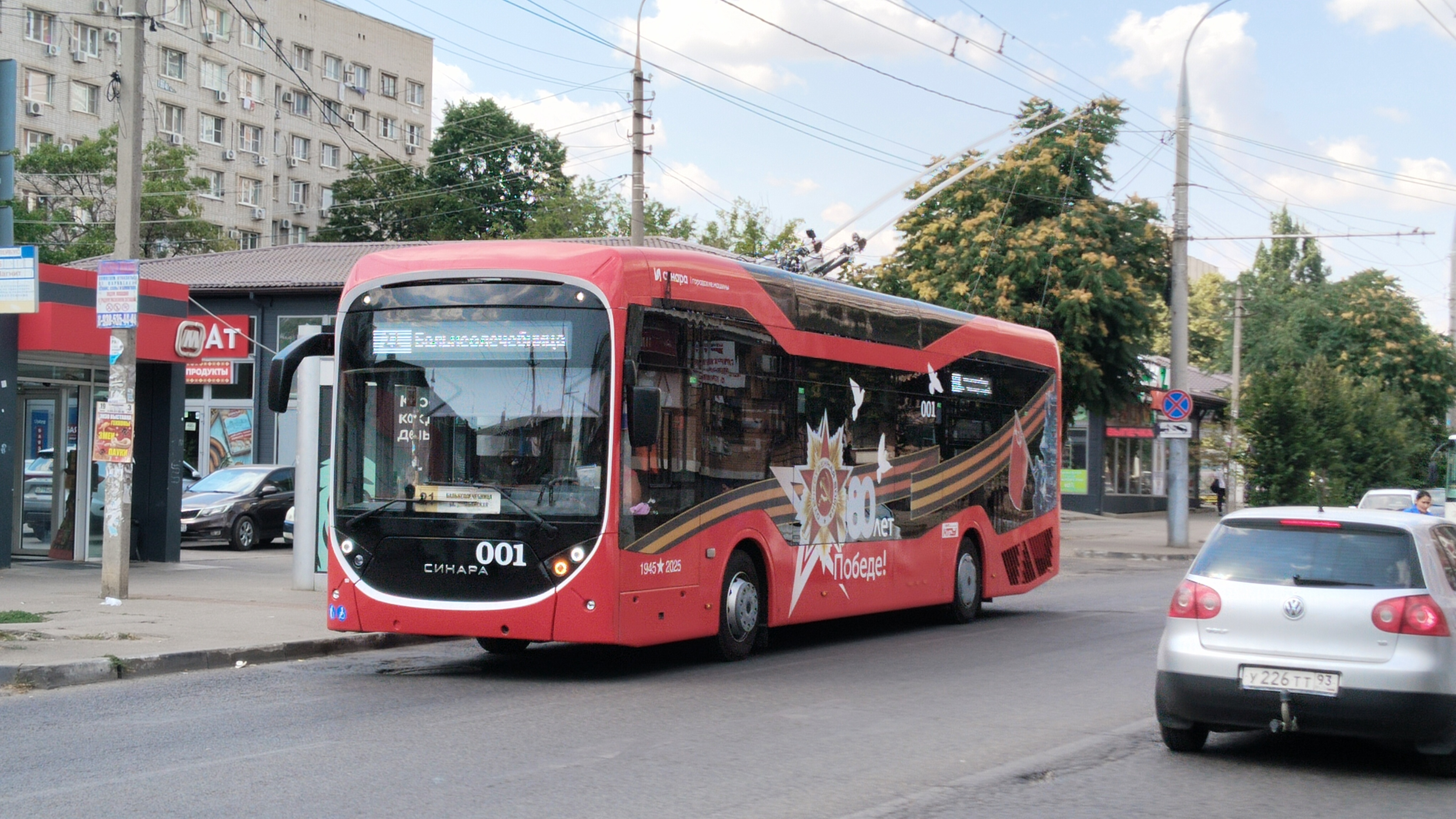
Троллейбус Синара-6254 в Краснодаре

Троллейбус Синара-6254 эксплуатируется в следующих городах России:
| Страна | Город           | Эксплуатирующая организация   | Модификация    | Количество | Годы эксплуатации                |
| ------ | --------------- | ----------------------------- | -------------- | ---------- | -------------------------------- |
| Россия | Екатеринбург    | ЕМУП «Городской транспорт»    | Синара 6254.00 | 51         | 2023 — наст. время               |
| Россия | Калининград     | МКП «Калининград-ГорТранс»    | Синара 6254.00 | 13         | 2025 — наст. время               |
| Россия | Миасс           | МУП «УПП МГО»                 | Синара 6254.00 | 10         | 2024 — наст. время               |
| Россия | Санкт-Петербург | СПб ГУП «Горэлектротранс»     | Синара 6254.00 | 20         | 2025 — наст. время               |
| Россия | Челябинск       | ООО «Синара – ГТР Челябинск»  | Синара 6254.00 | 98         | 2023 — наст. время               |
| Россия | Челябинск       | ООО «Синара – ГТР Челябинск»  | Синара 6254.01 | 68         | Не были в эксплуатации           |
| Россия | Ярославль       | АО «Яргорэлектротранс»        | Синара 6254.01 | 5          | 2024 — наст. время               |
| Россия | Калуга          | МУП ГЭТ «УКТ»                 | Синара 6254.00 | 1          | Испытания                        |
| Россия | Тула            | МКП «Тулгорэлектротранс»      | Синара 6254.00 | 1          | Не был в эксплуатации            |
| Россия | Нижний Новгород | ГП НО «Нижегородэлектротранс» | Синара 6254.00 | 1          | 2025 - наст. время               |
| Россия | Краснодар       | МУП «КТТУ»                    | Синара 6254.00 | 1          | Не был в эксплуатации. Испытания |